# 松平忠宝
松平 忠宝（まつだいら ただとみ）は、江戸時代後期の大名。摂津国尼崎藩の第4代藩主。桜井松平家13代当主。官位は従五位下・大膳亮、遠江守。

## 略歴
明和7年（1770年）2月22日、3代藩主・松平忠告の次男として誕生。兄の戌千代が早世しており、天明4年（1784年）10月1日に尼崎藩世嗣として将軍徳川家治に御目見し、同年12月16日に従五位下大膳亮に叙位任官した。
文化2年（1805年）12月10日の父の死去により、文化3年（1806年）2月10日に家督を継いだ。
文化10年（1813年）、病気を理由に家督を次男・忠誨に譲って隠居する。文政12年（1829年）4月14日に死去した。享年60。なお、当主の忠誨も間もなく没している。

## 人物
父と同じく谷素外に俳諧を学び、俳人としても知られる。俳号は亀幸（きこう）。父の俳句を『一桜井発句集』としてまとめた。

## 系譜
- 父：松平忠告（1742-1806）
- 母：吉 - 松平光雄娘
- 正室：八百子 - 土屋篤直娘
  - 次男：松平忠誨（1803-1829）
- 生母不明の子女
  - 女子：松平乗全正室

松平忠誨には、弟として松平忠顕がいた。忠顕は心の病を患っていたとされ、忠誨の死後、第6代藩主となったのは忠宝の末弟・松平忠栄であった。忠顕は安政5年（1858年）に尼崎に移されて養生することとされたが、忠栄の後継に忠顕を立てようとする動きもあったとされ、忠栄は忠顕の取り扱いに意を払っている。洋画家で尼崎町長から初代尼崎市長を務めた桜井忠剛は忠顕の子である。